# Reina Tanaka
Reina Tanaka (田中 れいな Tanaka Reina?,  Higashi-ku, Fukuoka, Prefectura de Fukuoka, 11 de noviembre de 1989) es una cantante y actriz japonesa, actualmente miembro del grupo Lovendor. También fue miembro de la sexta generación de Morning Musume. Su primer nombre es escrito como 麗奈, pero cambió su nombre artístico a hiragana para diferenciarse de la actriz Rena Tanaka, cuyo nombre se escribe de igual manera (a pesar de tener una pronunciación diferente) y ambas son nativas de Fukuoka.

## Biografía
En 2001, Reina realizó un casting llamado "Love Audition 21" para intentar entrar en el grupo Morning Musume, con el cual pasó la fase de cástines y entró al "campamento" de reclutamiento de Morning Musume, el cual constaba de un examen final, pero cuando revisaron la edad que tenía Reina, se demostró que no cumplía la edad mínima para realizar los cástines para entrar en el grupo.
El 19 de enero de 2003, Reina finalizó el casting llamado "Love Audition 2002" para entrar en el grupo Morning Musume por segunda vez. En su segunda vez, Reina pasó la audición junto con sus compañeras de grupo Eri Kamei, Sayumi Michishige y la que ya era solista de Hello Project Miki Fujimoto, convirtiéndose en la primera chica del grupo en presentarse 2 veces a la audición para entrar en él. Su primera participación en el grupo como cantante principal fue el 30 de julio de 2003 con la aparición del decimonoveno sencillo llamado Shabondama. Más tarde, Tsunku seleccionó a Reina y a dos integrantes del grupo H!P kids: Airi Suzuki y Miyabi Natsuyaki, formando así con ellas el grupo Aa!.
En el año 2004, Reina fue seleccionada para formar parte de otro grupo de chicas llamado H.P. All Stars. En este grupo se grabaron diversos recopilatorios musicales junto con otros grupos dentro del conglomerado de Hello! Project. Reina también hizo una versión de la canción Memory Seishun no Hikari de Morning Musume, de la cual se grabaron dos versiones distintas.

### 2007
El 8 de abril de 2007, la totalidad del grupo Morning Musume, incluyendo a Reina, actúan en un nuevo programa llamado Haromoni@ (ハロモニ@?), basado en el antiguo programa Hello! Morning (ハロー! モーニング。 harō mōningu?), ambos programas de variedades y entretenimiento emitido en horario de mañana.
El 3 de octubre de 2007, Reina comienza una nueva etapa en la radio en un nuevo programa llamado Five Stars, donde responde a preguntas de los oyentes y hace de DJ para la radio con novedades del grupo Morning Musume.

### 2008
El 28 de marzo de 2008, se anunciaba que Tanaka sería la voz que interpreta a Kirara, un carácter principal en anime de "Sanrio Onegai My Melody Kirara", la 4.ª temporada. El espectáculo premier fue el 6 de abril de 2008. En 2008, Tanaka se hizo miembro y líder de la nueva unidad de Hello! Project, High-King, grupo creado para la promoción del nuevo musical Cinderella the Musical (シンデレラ the ミュージカル Cinderella the Myūjikaru?).

### 2009
En mayo del 2009, ella y LinLin fueron invitadas a formar parte como seiyūs en la nueva película del director de anime Rintaro "Yona Yona Penguin" (よなよなペンギン?), una película realizada íntegramente por ordenador en modelado 3D. Esta película animada, ha sido proyectada en Sitges y en el Festival Internacional de Cine de Venecia. El 19 de noviembre de 2009 fue el espectáculo premiered en el Festival Internacional de Cine de Tokio y se estrenará nacionalmente el 23 de diciembre de 2009.
El 11 de noviembre de 2009, se anuncia que Reina Tanaka será la seiyū que le ponga la voz al personaje principal del cómic llamado Reinya, la Ladrona Fantasma (怪盗レーニャ Kaito Reinya?). Curiosamente, este nuevo anime está demostrado estar basado en la propia Reina Tanaka, debido al apodo "Reinya" y el look de la cantante sirviendo estos de inspiración para el creador del cómic, tal como anuncian en la página oficial.

### 2010
La emisión de este anime comenzó el Viernes, 8 de enero de 2010 en la KBC TV (Kyūshu Asahi Housou). La serie consta de 12 episodios completos. Esta serie de anime se ha reeditado en DVD con contenidos extras y está a la venta en Japón. Tras el éxito de esta nueva serie de anime y el blog oficial del anime, Reina fue autorizada a publicar su propio blog, el cual actualiza diariamente con fotos y entradas de su vida personal.
El 24 de febrero de 2010 acaba su periodo en la radio cuando finaliza su paso por el programa de radio "Five Stars". Poco más tarde, Reina anuncia que comenzará una nueva etapa en un programa de televisión llamado Uta no Rakuen, en el cual la artista interpreta temas musicales clásicos de Japón.

### 2012
Se anunció su graduación tanto de Morning Musume como de Hello Project! a finales de Primavera del 2013.

## Lanzamientos

### DVD
- Alo Hello! Tanaka Reina DVD (アロハロ！田中れいな DVD?   14 de febrero de 2007).[8]
- Hello! Hello! Morning Musume DVD (ハロハロ！モーニング娘 DVD?   14 de marzo de 2007).[9]
- Real Challenge!! (29 de octubre de 2008).[10]

### Photobooks
|   | Título                                                                                                  | Fecha de publicación     | Editorial       | ISBN                                      | Información del Photobook                             |
| - | --- | ------------------------ | --------------- | ----------------------------------------- | ----------------------------------------------------- |
| – | Hello Hello! Morning Musume 6th Generation Members Shashinshū ハロハロ! モーニング娘。6期メンバー写真集 | 15 de julio de 2003      | Kadokawa Shoten | ISBN 4-04-894251-4                        | Photobook con Eri Kamei y Sayumi Michishige.          |
| 1 | Tanaka Reina 田中れいな写真集「田中れいな」                                                             | 11 de noviembre de 2004  | Wani Books      | ISBN 4-8470-2834-1                        | Primer photobook en solitario.                        |
| 2 | Reina 田中れいな写真集「れいな」                                                                        | 15 de octubre de 2005    | Wani Books      | ISBN 4-8470-2890-2                        | Segundo photobook en solitario.                       |
| 3 | Shōjo R 田中れいな写真集「少女R」                                                                       | 10 de mayo de 2006       | Wani Books      | ISBN 4-8470-2932-1                        | Tercer photobook en solitario.                        |
| 4 | Alo Hello! Tanaka Reina Shashinshū アロハロ！田中れいな写真集                                           | 1 de febrero de 2007     | Kadokawa Shoten | ISBN 4-04-894483-5 ISBN 978-4-04-894483-0 | Cuarto photobook en solitario.                        |
| 5 | Girl 田中れいな写真集「GIRL」                                                                           | 27 de septiembre de 2007 | Wani Books      | ISBN 978-4-8470-4041-2                    | Quinto photobook en solitario.                        |
| – | Re:(Return) 田中れいな写真集全集『Re:（リターン）』                                                     | 27 de febrero de 2008    | Wani Books      | ISBN 978-4-8470-4067-2                    | Photobook de colección.                               |
| 6 | VERY REINA 田中れいな写真集「VERY REINA」                                                               | 25 de octubre de 2008    | Wani Books      | ISBN 978-4-8470-4129-7                    | Sexto photobook en solitario.                         |
| - | Alo Hello ! Morning Musume 2010 アロハロ!モーニング娘。写真集                                           | 9 de junio de 2010       | Kadokawa Shoten | ISBN 978-4-04-895089-3                    | Photobook en Hawái con el grupo Morning Musume.       |
| 7 | Kira★Kira (田中れいな写真集「きら★きら」?)                                                              | 9 de mayo de 2012        | Kids Net        | ISBN 978-4-0489-5448-8                    | Séptimo photobook en solitario. Fotografiado en Guam. |

## Actuaciones

### Películas
- Hoshisuna no Shima, Watashi no Shima ~Island Dreamin'~ (星砂の島、私の島～Island Dreamin'～?   Estreno: 29 de septiembre de 2004)
- Yona Yona Penguin (よなよなペンギン?   Estreno: 23 de diciembre de 2009) - Voz del Hada
- Keitai Deka THE MOVIE 3 Morning Musume Kyuushutsu Daisakusen! ~Pandora no Hako no Himitsu  (ケータイ刑事　THE　MOVIE3　モーニング娘。救出大作戦！～パンドラの箱の秘密?   Estreno: 5 de febrero de 2011)
- VAMPIRE STORIES: Chasers  (ヴァンパイア・ストーリーズ:Chasers?   Estreno: 27 de diciembre de 2011)

### Musicales
- Ribbon no Kishi: The Musical (リボンの騎士 ザ ミュージカル?   2006)
- Cinderella the Musical (シンデレラtheミュージカル?   2008) – Papel de hermanastra.

### Programas de televisión
Todos los programas listados a continuación han sido o son retransmitidos por la TV Tokyo.
| Programa                                                             | Fecha inicio             | Fecha final              |
| -------------------------------------------------------------------- | ------------------------ | ------------------------ |
| Hello! Morning (ハロー！モーニング。?)                               | 2003                     | 1 de abril de 2007       |
| Sore Yuke! Gorokkies(それゆけ!ゴロッキーズ)                          | 29 de septiembre de 2003 | 26 de diciembre de 2003  |
| Futarigoto (二人ゴト?)                                               | 1 de junio de 2004       | 4 de junio de 2004       |
| Futarigoto (二人ゴト?)                                               | 10 de agosto de 2004     | 26 de agosto de 2004     |
| Musume Dokyu! (娘DOKYU!?)                                            | 13 de mayo de 2005       | 29 de septiembre de 2006 |
| Uta Doki! Pop Classics(歌ドキッ)！POP CLASSICS                       | 2 de octubre de 2006     | 17 de marzo de 2008      |
| Haromoni@ (ハロモニ@?)                                               | 8 de abril de 2007       | 28 de septiembre de 2008 |
| Onegai My Melody Kirara (Doblaje) (おねがい♪マイメロディ きららっ☆?) | 6 de abril de 2008       | 29 de marzo de 2009      |
| Yorosen! (よろせん!?)                                                | 6 de octubre de 2008     | 27 de marzo de 2009      |
| Uta no Rakuen                                                        | 24 de febrero de 2010    | En curso                 |

### Radio
| Programa                                                                   | Fecha inicio         | Fecha final              | Emisora   |
| -------------------------------------------------------------------------- | -------------------- | ------------------------ | --------- |
| TBC Fun Fīrudo Mōretsu Mōdasshu (TBC Funふぃーるど・モーレツモーダッシュ?) | 18 de abril de 2005  | 29 de abril de 2005      | TBC Radio |
| TBC Fun Fīrudo Mōretsu Mōdasshu (TBC Funふぃーるど・モーレツモーダッシュ?) | 16 de mayo de 2005   | 27 de abril de 2005      | TBC Radio |
| Hello Pro Yanen!! (ハロプロやねん!!?)                                      | 26 de junio de 2005  | 22 de septiembre de 2008 | ABC Radio |
| Five Stars                                                                 | 3 de octubre de 2007 | 24 de febrero de 2010    | InterFM   |

## Polémicas
El 2 de noviembre de 2010, Reina publicó en su blog una entrada que contenía dos imágenes suyas junto a Eri Kamei, y otra junto a Sayumi Michishige imitando los ojos coreanos, estirando sus dos ojos con los dedos. A pesar de que el equipo que controla todas las entradas de las chicas del grupo eliminó la entrada, no evitó que se produjera una gran reacción por parte de los fans coreanos, apareciendo el caso incluso hasta en los noticieros televisivos nacionales. Pronto tacharon la acción de racista y las miembros del grupo implicadas no tuvieron más remedio que disculparse públicamente en sus respectivos blogs.